# 馮仁亮
馮 仁亮（ふう じんりょう、ピン音:Feng Renliang、1988年5月12日 - ）は、中華人民共和国・天津市出身のサッカー選手。中国サッカー・スーパーリーグ・北京人和所属。ポジションはミッドフィールダー。

## 所属クラブ
ユース経歴
- 2000年 - 2008年  天津火車頭足球倶楽部

プロ経歴
- 2008年 - 2010年  天津火車頭足球倶楽部
- 2010年 - 2013年  上海申花足球倶楽部
- 2013年 - 2015年  広州恒大足球倶楽部
  - 2014年 → 長春亜泰足球倶楽部 (期限付き移籍)
  - 2015年 → 北京人和足球倶楽部 (期限付き移籍)
- 2016年 -  北京人和足球倶楽部

## 代表歴

### 出場大会
- 中国代表
  - なし

### 試合数
国際Aマッチ 16試合 1得点（2010年- ）
| 中国代表 | 国際Aマッチ | 国際Aマッチ |
| 年       | 出場        | 得点        |
| -------- | ----------- | ----------- |
| 2010     |             |             |
| 2011     |             |             |
| 2012     |             |             |
| 2013     |             |             |
| 2014     |             |             |
| 通算     | 16          | 1           |